# Amilina
L'amilina, polipèptid amiloide dels illots o IAPP (de l'anglès: islet amyloid polypeptide) és una hormona peptídica pancreàtica composta per 37 aminoàcids que és secretada per les cèl·lules β pancreàtiques en resposta a la ingesta alhora que la insulina. L'amilina és eliminada per les peptidases que trobem al ronyó i, per tant, no la trobem a l'orina.

## Estructura

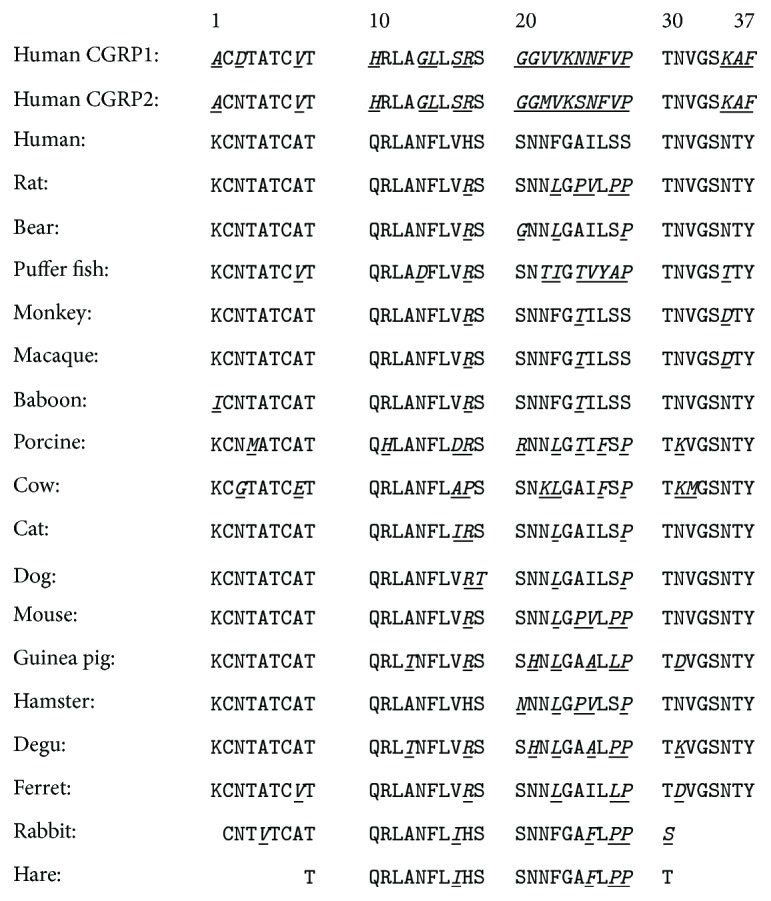
Diferències en els residus de l'amilina en les diferents espècies.

La seqüència d'aminoàcids de la forma humana de la IAPP és la següent: KCNTATCATQRLANFLVHSSNNFGAILSSTNVGSNTY. Aquest polipèptid té un extrem C-terminal amidat i un pont disulfur entre les cisteïnes (Cys) de les posicions 2 i 7. En pacients amb diabetis tipus 2, l'amilina es troba als dipòsits fibril·lars del pàncrees. Es creu que les membranes faciliten l'agregació d'amilina i els oligòmers units a la membrana poden ser responsables de la toxicitat de les cèl·lules beta de l'illot que es desenvolupa durant la diabetis tipus 2.
IAPP també s'expressa en cèl·lules δ de l'illot pancreàtic de rata i ratolí, en el tracte gastrointestinal de rata, ratolí, gat i humà, així com en neurones sensorials de rata i ratolí. En el pollastre, la IAPP s'expressa principalment al cervell i l'intestí i, a nivells molt més baixos, al pàncrees. L'amilina s'expressa tant a la placenta humana com a la de rata. L'expressió de l'ARNm d'amilina placentària és més alta en el tercer trimestre de l'embaràs en humans i als 16 dies d'edat gestacional en rates i disminueix a mesura que avança la gestació.

### Conformacions
Les conformacions de l’amilina són determinants pel que fa a l’acumulació d’aquesta en els diferents òrgans. Si bé podem trobar diferents tipus de conformació en funció de l’amilina estudiada, en el cas de l’amilina humana, hi ha 3 conformacions principals: monòmers, oligòmers i fibril·les.
Els monòmers són pèptids d’amilina en la seva forma original, sense cap agregat. En aquesta conformació monomèrica l’amilina és funcional i duu a terme totes les seves funcions (Vegeu més a Funció). Aquesta conformació monomèrica, però, no és present sempre, ja que l’amilina tendeix a ajuntar-se entre ella per a formar els oligòmers, la segona conformació en què podem trobar l’amilina. Aquests oligòmers també són solubles, però no són funcionals i tenen una funció perjudicial per a la cèl·lula. L’acumulació de proteïnes oligomèriques mal plegades amb estructura de full beta similar dona lloc a la darrera conformació, les fibril·les, que acaba en la formació de restes d’amiloide insolubles, quelcom nociu per a l’organisme.

## Regulació
L'amilina i la insulina són co-secretades per les cèl·lules β del pàncrees i per això segueixen sistemes semblants de regulació. La síntesi d'ambdues proteïnes és induïda per un augment en els nivells de glucosa en sang i també per hormones incretines secretades en resposta a la ingesta. A més, estudis han demostrat que la transcripció del gen del polipèptid amiloide està regulat per TNF-α, també per diferents factors promotors com el factor PDX 1 (pancreatic and duodenal homeobox factor 1) i per àcids grassos.

## Funció

### Metabolisme de glucosa[14]
L'amilina és un inhibidor de l'aparició de nutrients en el plasma sanguini, especialment de la glucosa. L'amilina està clarament implicada en l'homeòstasi de la glucosa mitjançant la inhibició del buidament gàstric i la producció de glucosa hepàtica postprandial, reduint finalment la glucosa postprandial. Més recentment, s'ha demostrat que l'anàleg sintètic de l'amilina pramlintida millora el control glucèmic en pacients diabètics. La substitució d'amilina per pramlintida com a complement a la teràpia d'insulina és un nou enfocament fisiològic per millorar el control glucèmic i de pes a llarg termini en pacients amb diabetis tipus 1 i tipus 2. (Vegeu més a farmacologia)

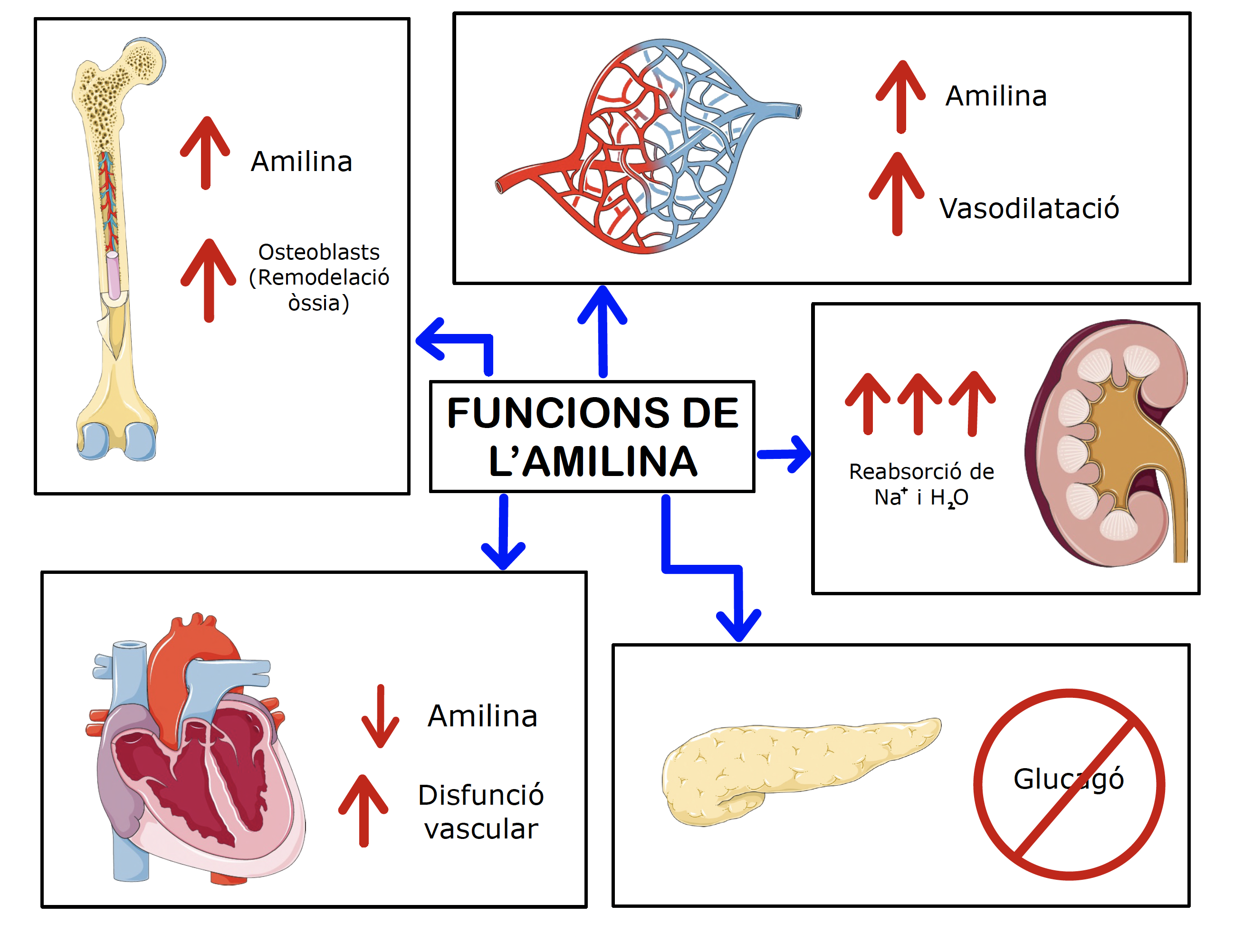
Diferents funcions que duu a terme la molècula d'amilina

### Inhibició del glucagó
La secreció del glucagó es produeix a les cèl·lules alfa del pàncrees i indueix l'augment dels nivells de glucosa en sang en resposta a diferents estímuls tals com l'administració d'aminoàcids com l'arginina. L'arribada dels nutrients a la sang activa la secreció de l'amilina per part de les cèl·lules beta a fi d'inhibir el glucagó i reduir l'aparició de nova glucosa a la sang.

### Tracte gastrointestinal
L'amilina té una funció clau en la regulació de la glicèmia, ja que disminueix el buidament gàstric. Aquest és un procés fisiològic que consisteix en l'eliminació del contingut estomacal cap al duodè i és dependent de diverses hormones gastrointestinals. L'efecte de l'amilina en el buidament gàstric és intervingut pel sistema nerviós central i requereix el nervi vague i l'àrea postrema i permet que l'amilina restringeixi la disponibilitat de glucosa. Tot i això, en condicions d'hipoglicèmia aquest efecte es veu reduït, ja que és necessària una ràpida digestió i absorció dels nutrients. D'altra banda l'amilina també contribueix al control de nutrients inhibint la secreció d'àcids gàstrics.

### Control de la ingesta d'aliments
L'amilina causa una reducció dependent de la dosi de la ingesta d'aliments i del pes corporal per control central. L'amilina estimula l'àrea postrema del cervell, a diferència d'altres proteïnes de sacietat que disminueixen el consum d'aliments a través de l'estimulació dels nervis aferents viscerals. En estudis amb ratolins knockouts d'amilina s'ha observat que l'eliminació d'aquest gen provoca que no hi hagi una reducció normal de la gana, cosa que causa un augment del pes corporal.
Un dels mecanismes que utilitza l'amilina per reduir la ingesta d'aliments és l'increment de l'activitat d'altres pèptids com la colecistocinina (CCK) o bombesina que regulen la sensació de sacietat. D'altra banda, l'amilina també intervé en el sistema serotoninèrgic i dopaminèrgic, ja que augmenta el transport cap al cervell d'aminoàcids precursors com el triptòfan o la tirosina. En conseqüència, a partir d'aquests precursors es poden sintetitzar neurotransmissors com la serotonina que actuen sobre el nucli periventricular, situat a l'hipotàlem, reduint el volum d'ingesta d'aliments i contribuint a una major sensació de sacietat.

### Regulació del pes corporal
L'amilina també està implicada en la regulació del pes corporal durant tota la vida adulta, de manera similar a la leptina. Els estudis amb animals i humans van demostrar que l'aplicació combinada de leptina i amilina augmenta la resposta de la leptina en tractaments contra l'obesitat, cosa que suggereix la funció sinèrgica d'aquestes hormones. Estudis recents suggereixen que la regulació de l'equilibri energètic mediada per l'amilina no es limita al control del flux de nutrients, sinó que també implica la despesa energètica del cos. Tanmateix, el mecanisme exacte i la rellevància fisiològica encara es desconeixen.

### Funció renal
L'amilina també està relacionada amb diverses funcions del ronyó i s'ha demostrat l'existència de llocs d'unió amb alta afinitat per aquesta proteïna al còrtex renal. L'amilina actua com a estímul de la reabsorció de sodi / aigua als tubs proximals en la que intervé un intercanviador de Na+ / H+ i contribueix a l'homeòstasi del sodi. A més, aquesta proteïna també estimula el sistema renina-angiotensina-aldosterona i es creu que té un efecte diürètic i natriurètic. D'altra banda també es creu que l'amilina actua com a factor mitogènic de les cèl·lules epitelials al ronyó durant el desenvolupament embrionari i participa en la regeneració renal en adults.

### Metabolisme del calci
El gen de l'amilina i el gen de la calcitonina (aquest darrer situat al cromosoma 11) mostren una gran homologia i conseqüentment els pèptids que codifiquen tenen una certa semblança estructural. Ambdues proteïnes presenten un pont disulfur intramolecular i pateixen una modificació post-traduccional en el seu extrem carboxi-terminal consistent en una amidació, dues propietats essencials pel funcionament biològic d'aquestes proteïnes, cosa que podria indicar que les seves funcions estiguessin molt relacionades.
Estudis in vitro han suggerit que l'amilina s'uneix a receptors de calcitonina dels osteoclasts i disminueix els nivells plasmàtics de calci. A més, també s'ha documentat que presenta efectes inhibidors de la resorció òssia i estimula els osteoblasts (remodelació òssia).

### Sistema cardiovascular
El paper de l'amilina, H2S en la disfunció vascular i la lesió miocardíaca induïda per isquèmia-reperfusió (I/R) en rates amb diabetis mellitus. En les següents 8 setmanes van reduir-se els nivells plasmàtics d'amilina i un augment de la lesió I/R als cors aïllats a l'aparell de Langendorff. També van experimentar un deteriorament en la funció de l'endoteli vascular. Es va notar una disminució marcada de l'expressió d'H2S i connexina 43 als cors després de lesions I/R en les rates experimentals. La disminució dels nivells d'amilina conjuntament amb una reducció de H2S i la connexina 43 pot estar altament relacionada a patir disfunció vascular.

## Síntesi

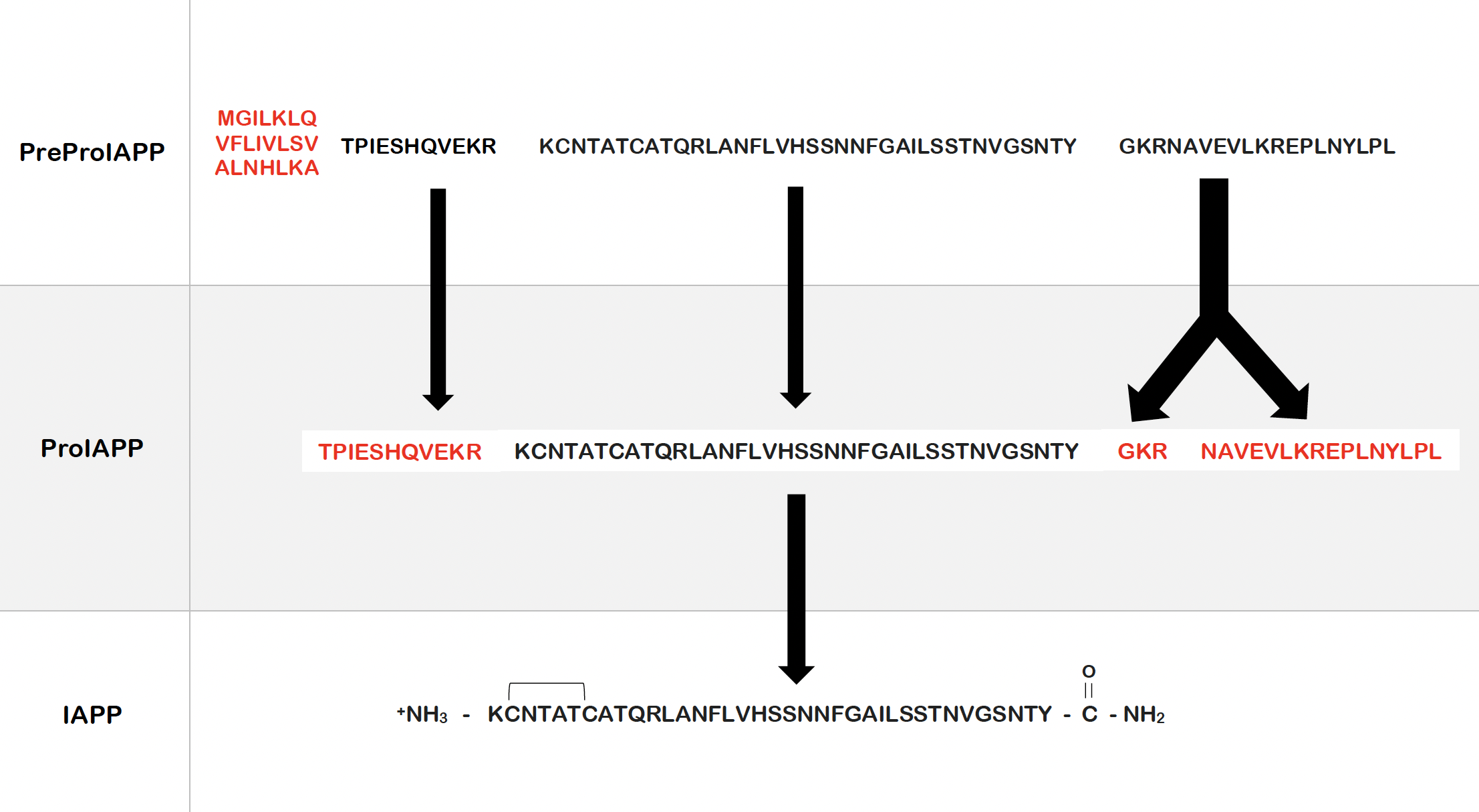
Síntesi del polipèptid IAPP

El gen humà que codifica l'amilina està ubicat al braç curt del cromosoma 12 i conté 2 exons separats per un intró. L'amilina és sintetitzada a partir d'un precursor prepropeptític de 89 aminoàcids anomenat preproamilina (PreProIAPP) que serà modificat fins a adquirir la seva forma madura. En primer lloc, durant el seu transport cap al reticle endoplasmàtic es produeix l'escissió proteolítica d'un pèptid senyal de 22 aminoàcids en la regió N-terminal, procés que resulta en la proamilina, un pèptid de 67 aminoàcids. Un cop a l'interior del reticle endoplasmàtic la proteïna pateix altres modificacions post-traduccionals que consisteixen en l'escissió proteolítica d'11 aminoàcids en l'extrem N-terminal i l'escissió de 18 aminoàcids en l'extrem C-terminal. D'aquesta manera, el pèptid resultant té 38 aminoàcids amb una glicina en posició C-terminal, que pateix una escissió entre el seu grup amino i el carboni alfa, procés conegut com a amidació. Finalment, la forma madura de la proteïna conté 37 aminoàcids. Addicionalent es forma un pont disulfur entre 2 cisteïnes localitzades en posicions 2 i 7.
Encara no s'ha descobert amb seguretat quines endoproteases s'encarreguen de les escissions proteolítiques de la proamilina en humans, però es creu que podria tractar-se de les proteases PC2 i PC3. Això es deu al fet que l'amilina es troba conjuntament amb la insulina en els grànuls de les cèl·lules β del pàncrees i, ja que aquestes endopeptidases estan involucrades en el processament de la proinsulina en insulina, seria possible que les mateixes endopeptidases també participessin en el processament de la pro-amilina.

## Història
A principis del segle XX es van començar a descriure restes d’amiloide al pàncrees. Aquestes restes estaven constituïdes principalment per amilina, però aquesta molècula no va ser identificada fins més de mig segle més tard quan, l’any 1987, es va identificar i subseqüentment, es va poder determinar la seva estructura molecular.
A partir d’aquest descobriment, es van començar a identificar aplicacions farmacològiques d’aquesta molècula. L’any 1991, es va descobrir que podia inhibir la secreció d’insulina, així com induir la resistència a la insulina. També es va observar que podia tenir accions inhibidores respecte a l’alimentació. Dos anys més tard, l’any 1993, es van identificar els llocs d’unió de l’amilina en el cervell, el què va ser útil a l’hora de correlacionar l’acció inhibidora en l’alimentació amb l’activitat en el cervell i el metabolisme. Posteriors investigacions a la dècada dels 90 van descobrir com, entre altres coses, l’amilina interaccionava amb hormones dels intestins, podia inhibir la secreció de glucagó o que podia disminuir la glucosa de manera duradora, causant així una pèrdua de pes en els humans. 
A partir de la dècada dels 2000, els fàrmacs amb aquesta molècula van esdevenir una realitat quan l’any 2005, la FDA va aprovar la Symlin (pramlintida), un medicament anàleg injectable d’amilina que servia per evitar la hiperglucèmia en aquells pacients amb diabetis tractats amb insulina. A partir d’aquest moment, la comunitat científica es va començar a interessar encara més en les aplicacions farmacològiques de l’amilina, i en la darrera dècada i mitja hi ha hagut múltiples estudis clínics per estudiar les aplicacions de l’amilina. Un exemple és quan, l’any 2009, es va fer un estudi clínic que va reportar que la combinació de pramlintida i metreleptina podria augmentar la pèrdua de pes, ajudant així a tractar l'obesitat.

## Importància biològica
L'amilina està estretament relacionada amb la diabetis de tipus 2, ja que la patologia de la diabetis mellitus de tipus 2 (DM2) es caracteritza per una acumulació extracel·lular i intracel·lular excessiva d'espècies d'amilina tòxiques, oligòmers solubles i fibril·les insolubles, als illots, que finalment condueixen a la pèrdua de cèl·lules β. Els pacients amb diabetis tipus 1 tenen un nivell de concentracions basals de sèrum d'amilina i la resposta d'amilina quan hi ha ingesta calòrica és més reduïda o absent.
Els pacients amb diabetis tipus 2 presenten nivells baixos de resposta de l'amilina contra la ingesta calòrica, molt relacionat amb el deteriorament de les cèl·lules dels illots pancreàtics.
L'amilina forma una part important del control dels fluxos de nutrients. Reduint el menjar que ingerim a través de la saciació d'aquest. L'efecte sembla dependre de la zona postrema (AP), que resulta ser una zona enriquida en receptors d'amilina. Un cop reben el senyal les neures AP, es transmet al cervell mitjançant relés implicant el NTS, IPBN a l'àrea lateral hipotalàmica lateral (LHA) i altres. NTS i IPBN semblen ser necessaris per produir l'efecte inhibidor de l'alimentació de l'amilina. Tot i això, la funció del LHA encara no s'ha investigat plenament.
En estudis amb rates s'ha observat que l'amilina pot actuar sobre els túbuls proximals renals per contribuir favorablement a la reabsorció de sodi, aigua i la proliferació cel·lular. Pot ser significatiu en el desenvolupament de la hipertensió en la diabetis mellitus no insulinodependent i l'obesitat.
S'ha demostrat que l'ARNm d'amilina es pot detectar en metanefres de rata des del dia 17 de l'embrió fins al dia 3 postnatal. Estudis suggereixen que el pèptid d'amilina es biosintetitza en els túbuls proximals renals durant el desenvolupament. Fent que actuï de manera autocrina, es per això que té un paper important en el desenvolupament del ronyó en el creixement.

## Farmacologia
Pramlintide és un anàleg sintètic de l'amilina humana que està indicat per a adults amb diabetis tant tipus 1 com tipus 2, que no han aconseguit un control satisfactori dels nivells de glucosa tot i fent teràpia d'insulina òptima.
Utilitzant pramlintide complementàriament a la teràpia d'insulina òptima, es van trobar resultats significatius com petites reduccions a l'A1C en els pacients amb efectes positius sobre el pes corporal.
Tractament amb Pramlintide s'ha pogut demostrar beneficis terapèutics sobre models d'envelliment, Alzheimer (MA) i en la patologia amiloide-β (Aβ). Resultats d'estudis indiquen que els beneficis d'aquest fàrmac sobre la funció cognitiva i les patologies mencionades poden estar implicades propietats antioxidants de la Pramlintide.
La Pramlintide s'administra per via subcutània abans de cada ingesta calòrica durant tot el dia. Alguns efectes adversos poden ser vòmits, nàusees, anorèxia, reducció de la gana i mal de cap.
Tractaments amb Pramlintide combinat amb H2S i NaHS a rates diabètiques durant 2 setmanes van millorar la funció de l'endoteli vascular, abolint la lesió miocardíaca (I/R) i es va aconseguir nivelar els nivells de connexina H2S.
L'amilina també actua com senyalitzador d'adipòcits. Els nivells d'amilina al plasma són més alts en pacients obesos i la infusió crònica d'aquesta al cervell redueix l'augment del pes corporal, també redueix l'adipositat. S'ha demostrat que l'amilina augmenta la despesa energètica a les rates sota diverses condicions experimentals. Per això l'amilina és un candidat per poder tractar l'obesitat en un futur.

## Receptors
L'amilina és capaç de desenvolupar la seva funció mitjançant la interacció amb complexos GPCR de la família de receptors semblants a la secretina (receptors GPCR classe B). Hi ha tres complexos receptors diferents que s'uneixen a l'amilina. Tots aquests complexos contenen el receptor de calcitonina (CTR) com a proteïna bàsica i una de les tres proteïnes modificadores de l'activitat del receptor (RAMP), RAMP1, RAMP2 o RAMP3. RAMP millora les propietats d'unió d'amilina al CTR.
Els receptors específics d'amilina resulten de la dimerització de diverses variants d'empalmament del receptor de calcitonina (CTRa o CTRb) amb RAMP1, RAMP2 i RAMP3. Aquests receptors s'anomenen habitualment AMY1, AMY2 i AMY3 amb una "a" o "b" al subíndex que designa quina variant d'empalmament CTR del receptor de calcitonina es troba al complex.
El lloc d'unió principal de l'amilina perifèrica es troba a l'àrea postrema (AP), que després propaguen el senyal al nucli del tracte solitari i al nucli parabraquial lateral (LPBN) i després es transmet a les àrees del prosencèfal com l'amígdala central i el nucli de l'estria terminal. Els estudis en rates han demostrat que AMY2a i AMY3a són els subtipus de receptors d'amilina localitzats a la zona postrema, la qual cosa indica que els efectes que indueixen la sacietat de l'amilina són el resultat de l'activació d'aquests dos subtipus de receptors. Dins de l'àrea postrema, el segon sistema missatger clau associat amb els receptors d'amilina sembla ser cGMP. El receptor semblant al receptor de la calcitonina (CRLR) i tant RAMP1 com RAMP2 s'expressen a l'òrgan subfornical i probablement són responsables de la implicació de l'amilina en els comportaments de consum.
S'ha demostrat que RAMP1 i RAMP2, però no RAMP3, s'expressen al nucli accumbens de rata, cosa que suggereix que el receptor d'amilina al nucli accumbens és AMY1 o AMY2. El paper precís d'aquests receptors d'amilina al nucli accumbens no ha estat ben establert, però s'ha proposat que és possible vincular el comportament de la ingesta d'aliments i l'activitat motora amb la funció de l'amilina. La injecció perifèrica d'amilina demostra que el pèptid travessa la barrera hematoencefàlica donant lloc a l'accés a diverses regions cerebrals com el cerebel, el mesencèfal, l'escorça frontal, l'escorça parietal i l'escorça occipital.